# Dialectul monegasc
Dialectul monegasc (munegascu; în franceză monégasque, în italiană monegasco) este un dialect vorbit de populația principatului Monaco sau de persoane originare de acolo. Acesta este considerat a fi un dialect al limbii liguriene, o limbă galo-italică. Această limbă nu are statut oficial în Monaco dar este o limbă nativă a principatului.